# واوقویس
واوقویس (به فرانسوی: Vauquois) یک کامین در فرانسه است که در Canton of Varennes-en-Argonne واقع شده‌است.

## خصوصیات
واوقویس ۸٫۱۴ کیلومترمربع مساحت و ۲۶ نفر جمعیت دارد و ۳۱۸ متر بالاتر از سطح دریا واقع شده‌است.